# 阿西卡
阿西卡（Asika），是印度奥里萨邦Ganjam县的一个城镇。总人口20718（2001年）。

## 人口
该地2001年总人口20718人，其中男性10704人，女性10014人；0—6岁人口2428人，其中男1310人，女1118人；识字率72.06%，其中男性为78.48%，女性为65.19%。